# Антон Егон (Фюрстенберг-Хайлигенберг)
Антон Егон фон Фюрстенберг-Хайлигенберг (на немски: Anton Egon von Fürstenberg-Heiligenberg; * 23 април 1656, Мюнхен; † 10 октомври 1716, ловен дворец „Вермсдорф“ във Вермсдорф) е от 1674 до 1716 г. имперски княз и покняжен ландграф на Фюрстенберг-Хайлигенберг.

## Биография
Той е най-възрастният син на княз Херман Егон фон Фюрстенберг (1627 – 1674) и съпругата му графиня Мария Франциска фон Фюрстенберг-Щюлинген (1638 – 1680), дъщеря на граф Фридрих Рудолф фон Фюрстенберг (1602 – 1655) и втората му съпруга графиня Анна Магдалена фон Ханау (1600 – 1673).
Антон Егон се жени на 11 януари 1677 г. в Париж за богатата Мари дьо Лин, което не се харесва от император Леополд I и той му взема собственостите в Швабия. Затова той отива във Виена, за да се сдобри отново с императора. През 1679 г., с помощта на множество курфюрсти, той успява. След това той е при курфюрста на Бавария в Мюнхен, където и баща му е служил, в господството си Вайтра и също в Париж. Започва да служи в двора в Дрезден при Август Силни.
На 2 декември 1697 г., по време на отсъствието на полския крал, той е щатхалтер (генералгубернатор) на Курфюрство Саксония. Неговите княжески доходи са 24 000 гулдена, също допълнително 4000 гулдена за депутат, различни натурални доходи, една охранителна гарда с 20 коне и наречената на него фюрстенбергска къща в Дрезден.

## Фамилия
Антон Егон и Мари дьо Лин (* 1656; † 18 август 1711), дъщеря на маркиз Жан дьо Лин и Елизабет Бойер, имат децата:
- Филипина Луиза (1680 – 1706), омъжена 1700 г. за Луи де Ган-Вилена, маршал на Франция
- Франц Йозеф (1682 – 1690), наследствен принц на Фюрстенберг-Хайлигенберг
- Луиза (сл. 1682 – сл. 1704), омъжена 1704 г. за Шарл де ла Ное, маркиз де Санзел († 1738)
- Мария Луиза Мауриция (сл. 1682 – 1749), омъжена 1708 г. за Мари Жан-Баптист Колбер († 1712), най-възрастният син на министъра маркиз Жан-Баптист Колбер (1651 – 1690), и внук на финансовия министър Жан-Батист Колбер